# Walter Philip Kellenberg
Walter Philip Kellenberg (New York, 3 giugno 1901 – Rockville Centre, 11 gennaio 1986) è stato un vescovo cattolico statunitense.

## Biografia
Monsignor Walter Philip Kellenberg nacque nel Bronx, a New York, il 3 giugno 1901 da Conrad Kellenberg ed Elizabeth (nata Kern).

### Formazione e ministero sacerdotale
Ricevette la sua educazione primaria presso la scuola della parrocchia di Sant'Antonio e frequentò poi la Fordham Preparatory School nel Bronx e il Cathedral College nel quartiere di Elmhurst, nel Queens. Compì gli studi teologici al seminario "San Giuseppe" di Yonkers. Seguì inoltre corsi speciali in materia immobiliare, assicurativa e di amministrazione aziendale presso la Columbia University di New York.
Il 2 giugno 1928 fu ordinato presbitero per l'arcidiocesi di New York. Il suo primo incarico fu quello di curato della chiesa di Santa Maria a Rosebank, un quartiere nella parte nord-orientale di Staten Island, che mantenne per sei anni. Nel 1934 fu trasferito nella chiesa di San Paolo a New York e iniziò a lavorare nella curia arcidiocesana. Nel giro di un anno divenne curato della cattedrale di San Patrizio. Nel 1939 venne nominato vice-cancelliere arcivescovile e segretario della commissione arcidiocesana per il settore immobiliare e assicurativo. Fu poi amministratore provvisorio della chiesa di San Giovanni Battista a Staten Island e della chiesa di San Nicola a Manhattan per poi riassumere l'incarico di vice-cancelliere arcivescovile nel 1942. Dal 1947 al 1950 fu segretario del cardinale Francis Joseph Spellman. Nel 1957 venne nominato cancelliere arcivescovile e nel 1951 moderatore del comitato di coordinamento dell'Organizzazione laica cattolica dell'arcidiocesi. Nel 1943 venne nominato cameriere pontificio e nel 1948 prelato domestico.

### Ministero episcopale
Il 25 agosto 1953 papa Pio XII lo nominò vescovo ausiliare di New York e titolare di Janina. Ricevette l'ordinazione episcopale il 5 ottobre successivo dal cardinale James Francis Louis McIntyre, arcivescovo metropolita di New York, co-consacranti il vescovo coadiutore di Albany William Aloysius Scully e il vescovo ausiliare di New York Joseph Francis Flannelly.
Tre mesi più tardi, il 19 gennaio 1954, a seguito del trasferimento del vescovo Bryan Joseph McEntegart all'ufficio di rettore dell'Università Cattolica d'America, papa Pio XII lo nominò vescovo di Ogdensburg.
Il 16 aprile 1957 papa Pio XII lo nominò primo vescovo della nuova diocesi di Rockville Centre.
Dal 1962 al 1965 partecipò a tutte e quattro le sessioni del Concilio Vaticano II.
Il 3 maggio 1976 papa Paolo VI accettò la sua rinuncia al governo pastorale della diocesi per raggiunti limiti di età.
Morì per un attacco cardiaco al Mercy Hospital di Rockville Centre l'11 gennaio 1986 all'età di 84 anni. È sepolto nella tomba di famiglia nel Gate of Heaven Cemetery di Hawthorne.
Gli è intitolata la Kellenberg Memorial High School di Uniondale, un sobborgo di Hempstead.

## Genealogia episcopale e successione apostolica
La genealogia episcopale è:
- Cardinale Scipione Rebiba
- Cardinale Giulio Antonio Santori
- Cardinale Girolamo Bernerio, O.P.
- Arcivescovo Galeazzo Sanvitale
- Cardinale Ludovico Ludovisi
- Cardinale Luigi Caetani
- Cardinale Ulderico Carpegna
- Cardinale Paluzzo Paluzzi Altieri degli Albertoni
- Papa Benedetto XIII
- Papa Benedetto XIV
- Papa Clemente XIII
- Cardinale Marcantonio Colonna
- Cardinale Giacinto Sigismondo Gerdil, B.
- Cardinale Giulio Maria della Somaglia
- Cardinale Carlo Odescalchi, S.I.
- Cardinale Costantino Patrizi Naro
- Cardinale Lucido Maria Parocchi
- Papa Pio X
- Papa Benedetto XV
- Papa Pio XII
- Cardinale Francis Joseph Spellman
- Cardinale James Francis Louis McIntyre
- Vescovo Walter Philip Kellenberg

La successione apostolica è:
- Vescovo Vincent John Baldwin (1962)
- Vescovo John Raymond McGann (1971)